# Lubcz (województwo opolskie)
Lubcz, niem. Leuppusch – wieś w Polsce położona w województwie opolskim, w powiecie brzeskim, w gminie Grodków.
W latach 1975–1998 miejscowość administracyjnie należała do ówczesnego województwa opolskiego.

## Nazwa
W księdze łacińskiej Liber fundationis episcopatus Vratislaviensis (pol. Księga uposażeń biskupstwa wrocławskiego) spisanej za czasów biskupa Henryka z Wierzbna w latach 1295–1305 miejscowość wymieniona jest w zlatynizowanej formie Lubysch.

## Historia
Od końca XVIII w. wieś posiadała pieczęć gminną, na której wizerunku przedstawiono Temidę z wagą w lewej ręce i uniesionym mieczem w prawej; u stóp Temidy znajduje się jakieś narzędzie (?).

## Zabytki
Do wojewódzkiego rejestru zabytków wpisany jest:
- kościół fil. pw. św. Marcina, z 1894 r.
- ogrodzenie kościoła z bramkami.